# Pelargonium ribifolium
Pelargonium ribifolium är en näveväxtart som beskrevs av Nikolaus Joseph von Jacquin. Pelargonium ribifolium ingår i släktet pelargoner, och familjen näveväxter. Inga underarter finns listade i Catalogue of Life.